# Seif (Wisconsin)
Seif – miasto w Stanach Zjednoczonych, w stanie Wisconsin, w hrabstwie Clark.